# Меезія багнова
Меезія багнова (Meesia uliginosa) — вид мохів порядку парасольчикальних (Splachnales).

## Поширення
Батьківщиною є Європа, Північна Америка, Азія, Нова Зеландія, субантарктичні острови.
Населяє багаті болота, вологий вапняний ґрунт берегів, вкриті ґрунтом ущелини скель; від низьких до високих висот.

## Характеристика
Рослини 0.1–0.3 см. Стеблові листки від прямих до вигнутих коли сухі, прямовисні у вологому стані, від язичкової до вузько-ланцетної форми, 2–4 мм; краї вигнуті до основи й слабо вигнуті до вершини, цілі; верхівка від тупої до округлої (у деяких арктичних популяцій до гострої). Статевий стан зазвичай дводомний. Коробочкові ніжки 1.5–5 см. Коробочка 1.5–4 мм. Спори 40–51 мкм.